# František Lexa
František Lexa (5. dubna 1876 Pardubice – 13. února 1960 Praha) byl český pedagog, lingvista, spisovatel a zakladatel české egyptologie.

## Biografie
Narodil se v rodině právníka Vilibalda Lexy a Eleonory rozené Strasserové v Pardubicích. Měl tři sourozence: Marii, Jaroslava (1879) a Jana (1880). Se svou ženou Irenou rozenou Kvíčalovou (1877–1961) měl tři děti: malířku Miladu Svobodnou (1904–1994), učitele Jaroslava (1906) a tanečnici, pedagožku a choreografku Irenu Zámostnou (1908–1999).
Rodina se v 80. letech 19. století odstěhovala do Prahy, kde navštěvoval gymnázium v Žitné. Mezi jeho učitele patřil i Alois Jirásek, který vyučoval zeměpis a dějepis. Po gymnáziu nastoupil v roce 1894 na Filozofickou fakultu Karlo-Ferdinandovy univerzity. Původní studijní obory matematika a fyzika rozšířil v dalších ročnících o filozofii a psychologii. Mezi jeho spolužáky patřil Zdeněk Nejedlý. Přednášel mu mimo jiné T. G. Masaryk.
Po studiích učil krátce středoškolskou matematiku a fyziku na malostranském gymnáziu a na C. K. Vyšším gymnasiu v Hradci Králové, ale jeho zájem stále více směřoval k filozofii a psychologii. V roce 1903 se stal doktorem filozofie a tématem jeho habilitační práce byla psychologie písma. Odtud se dostal k zájmu o původ písma a studiu staroegyptského písma. V roce 1905 se začal učit starou egyptštinu a přeložil jednu kapitolu Knihy mrtvých. Překlad náhodou získal profesor orientalistiky Rudolf Dvořák a ten ho doporučil ke studiu egyptštiny u profesora Adolfa Ermana v Berlíně. Lexa se tam kromě staroegyptského písma začal zabývat problematikou egyptského náboženství.
Po roce studií v Berlíně studoval Lexa několik měsíců démotštinu ve Štrasburku u profesora Wilhelma Spiegelberga. Rozhodl se vydat vlastní mluvnici démotštiny. Po návratu do Prahy v roce 1909 opět učil na gymnáziu, ale zároveň připravoval svou habilitační práci z egyptologie. Svou práci s názvem O poměru ducha, duše a těla u Egypťanů Staré říše zveřejnil po skončení první světové války.
Po vzniku Československa byl na Univerzitě Karlově zájem o orientalistiku a Lexa zde mohl od roku 1919 bezplatně přednášet egyptologii. V roce 1927 získal placené místo řádného profesora. Během této doby napsal několik knih, o něž byl velký zájem. Kniha Staroegyptské čarodějnictví vyšla v roce 1925 i ve francouzštině.To přispělo ke zřízení Egyptského semináře na Univerzitě Karlově, jehož jediným řádným profesorem se stal právě František Lexa. Ve školním roce 1934–1935 byl zvolen děkanem Univerzity Karlovy. V té době byl jediným pedagogem v Evropě, který vyučoval démotštinu. Během čtyřiceti let svého působení na univerzitě vychoval řadu egyptologů z Československa i dalších států. Jeho nejdůležitějšími žáky z řad českých egyptologů byli Jaroslav Černý a Zbyněk Žába. Vykonal mnoho záslužné práce pro popularizaci egyptologie. Spolupracoval na pořádání výstav o Egyptu a seznamoval širší veřejnost se životem a činností starých Egypťanů. Kromě odborných publikací je autorem povídky Amen-nacht (1917) o životě egyptského velekněze. Napsal mnoho drobnějších prací a článků. Překládal ze staroegyptské literatury texty literárních děl, právní a náboženské dokumenty.
Egypt navštívil poprvé v roce 1930, podruhé až v roce 1956 jako člen kulturní delegace.
V 50. letech 20. století inspiroval Lexu jeho žák Zbyněk Žába k založení Československého egyptologického ústavu se sídlem v Praze a Káhiře. Protože Lexa měl široké známosti v politických kruzích, podařilo se ústav v roce 1958 založit a byl pověřen jeho vedením. V této souvislosti uskutečnil svou poslední návštěvu Egypta. Po jeho smrti vedl ústav Zbyněk Žába.
Za svou činnost byl už v meziválečném období jmenován členem Královské české společnosti nauk. Po roce 1950 získal řadu vyznamenání (mj. Řád práce, Řád republiky) a byl jmenován čestným členem zahraničních vědeckých institucí.
František Lexa zemřel v Praze v roce 1960. Je pohřben v Praze na Olšanských hřbitovech v oddělení IX, 16, 1–4.

## Dílo

### Spisy
- Amen-nacht: povídka na motivy starověkého Egypta – Praha: vlastním nákladem, 1917
- Pokus egyptského krále Amenhotepa IV. Achuenatona o zavedení světového náboženství – Praha: Veraikon, 1920
- Náboženská literatura staroegyptská (1921)
- Egyptské povídky o čarodějnících – Praha: Veraikon, 1921
- Beletristická literatura staroegyptská (1923)
- Staroegyptské čarodějnictví (1923)
- Obecné mravní nauky staroegyptské (1926–1929)
- O staroegyptských měrách délkových a plošných – Brno: v. n., 1927
- Výbor z mladší literatury egyptské – s barevnou obálkou a pěti perokresbami Milady Lexové. Praha: Šolc a Šimáček, 1947
- Výbor ze starší literatury egyptské – s barevnou obálkou a šesti perokresbami Milady Lexové. Praha: Šolc a Šimáček, 1947
- Jak měli Egypťané rádi Ptolemaiovce: historická studie rosetského dekretu – Praha: s. n., 1948
- Život dělnictva ve starověkém Egyptě – Praha: v. n., 1950
- Grammaire démotique – gramatika démotštiny (1951)
- Veřejný život ve starověkém Egyptě (1955–1956)

### Překlady
- Vypravování o životě Sinuhově – z egyptštiny. Praha: v. n., 1912
- Gabriel, syn Meny... – neznámý autor egyptský; z koptštiny; in: 1000 nejkrásnějších novel... č. 44. Praha: J. R. Vilímek, 1913
- Povídka o dvou bratřích – Kagabu, Horni, Meremipet; z egyptštiny; in: 1000 nejkrásnějších novel... č. 49. Praha: J. R. Vilímek, 1913
- Papyrus Edwina Smithe – úprava Arnold Jirásek. Praha: Česká lékařská společnost J. E. Purkyně. 1941